# ワンマイルシート
ワンマイルシート（1マイルシート）とは、スーパースポーツタイプのオートバイのパッセンジャーシートや、クーペの後席、SUVのサードシートなどに装備される、極端に小さいか、あるいはクッションが（ほとんど）無いなどの補助的な座席のこと。
座席のつくりもさることながら、居住スペース自体も小さく、無理に着席してもせいぜい1マイル（約1.6 km）が我慢の限界、というところからこのような呼び名が付いた。
日本の自動車雑誌上の記事では語呂合わせの冗句として「犬も参るシート」と揶揄されることもある。
日本では定員の多いモデルが好まれる傾向があるため、販売上有利なように法定定員を確保する目的で設けられることが多い。

## ワンマイルシートと評された車種の実例
- ホンダ・CR-X（初代、2代目）
- マツダ・RX-7